# Columelle (botanique)
Pour les articles homonymes, voir Columelle (homonymie).

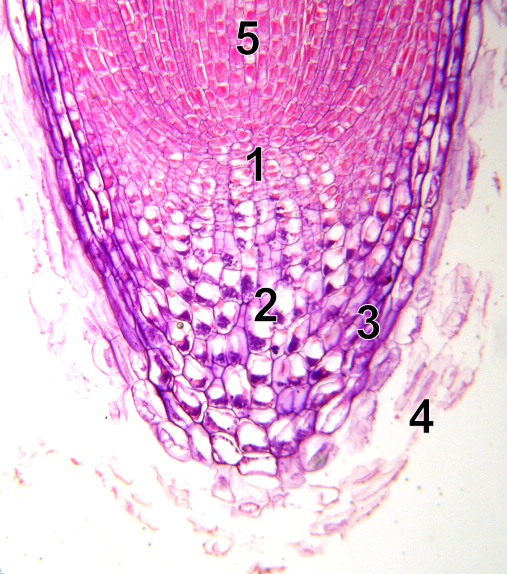
Pointe racinaire vue au microscope (X10). 1-méristème 2-columelle (statocytes avec statolithes) 3-partie latérale de la coiffe 4-cellules mortes arrachées 5-zone d'élongation

La columelle est un tissu de la coiffe racinaire responsable de la perception de la gravité et du gravitropisme engendré. Les cellules spécialisées qui la composent sont des statocytes riches en statolithes. Elles sont générées par les cellules du centre de la coiffe, appelées chez les dicotylédones hypophyse.
Pour les bryophytes, la columelle est la colonne stérile située au centre de la capsule.